# Титов, Егор Карпович
Его́р Ка́рпович Тито́в (6 мая 1898, дер. Балахтимерево, Новгородская губерния — 28 марта 1945, близ Гданьска, Польша) — санитарный инструктор 173-го стрелкового полка, 90 стрелковой Ропшинской Краснознаменной ордена Суворова дивизии, рядовой (на момент представления к награждению ордену Славы 1-й степени), полный кавалер ордена Славы.

## Биография
Родился 6 мая 1898 года в деревне Балахтимерево (сейчас — в Устюженском районе Вологодской области). Окончил 5 классов. В 1918 году добровольцем ушёл в Красную Армию. Участник Гражданской войны. В 1921 году вернулся домой, трудился на речном транспорте в Череповце, воспитывал троих сыновей.
С началом Великой Отечественной войны, в июле 1941 года, Шлиссельбургским РВК Ленинградской области был вновь призван в армию. Служил матросом на кораблях Балтийского флота. С августа 1941 года участвовал в боевых действиях. С очередной маршевой ротой краснофлотец Титов ушёл на сухопутный фронт. Был зачислен в первый батальон, 8-ю стрелковую роту, 173-го стрелкового полка 90-й стрелковой дивизии, которая сражалась на Ораниенбаумском плацдарме, и назначен санитаром-носильщиком. Теперь он приходил на выручку и оказывал медицинскую помощь раненым там, где кипел бой.
В 1942 году красноармеец, стрелок Титов Егор Карпович награждён медалью «За оборону Ленинграда».
07.08.1943 приказом по 173 стрелковому полку 90-й Краснознамённой стрелковой дивизии Ленинградского фронта "… за вынос с поля боя 4 и 5 августа 1943 года 24 раненых бойцов и командиров с их личным оружием и оказание им первой помощи, несмотря на сильный минометно-артиллерийский обстрел, " награждён медалью «За отвагу».
20.01.1944 приказом по 173 стрелковому полку 90 Краснознаменной стрелковой дивизии Ленинградского Фронта "…за то, что он в боях с 14 по 18 января 1944 года в районе дер. Гостилицы — Дятлицы вынес с поля боя 20 раненых бойцов и офицеров с их личным оружием и оказал помощь 12 раненым, " награждён медалью «За боевые заслуги».
В 1943 году стал кандидатом в члены ВКП(б).
Летом 1944 года 90-я стрелковая дивизия, в которой сражался красноармеец Титов, перейдя в решительное наступление, прорвала сильно укреплённую полосу обороны противника. В районе с. Райвола шли кровопролитные и упорные бои. Санитар-носильщик Титов под ураганным огнём неприятеля своевременно приходил на помощь раненым бойцам и командирам. 22.06.1944 командиром 173-го стрелкового полка был представлен к награждению орденом Красная Звезда за то, что «в бою 14 июня 1944 года районе дер. Каннаксен при прорыве второй оборонительной полосы белофиннов, в боевых порядках пехоты, под сильным артиллерийским, минометным и пулеметным огнём противника, форсировал реку Райволан-йоки, оказал первую помощь 23 раненым и организовал их переправу через реку.» 06.07.1944 приказом по частям 90-й стрелковой Ропшинской Краснознамённой ордена Суворова дивизии Ленинградского фронта награждён орденом Славы 3-й степени.
Позднее 173-й стрелковый полк вёл тяжёлые бои за высоту 38,0 в районе города Выборга. Высота была опоясана топкими болотами и переходила несколько раз из рук в руки. 30 июня Титов эвакуировал на небольшой клочок сухого луга 19 бойцов и офицеров с личным оружием. Услышав зов о помощи ещё троих раненых, едва державшихся на поверхности болотной жижи, помог им выбраться из расположения противника, несмотря на отсечной артиллерийско-миномётный и снайперский огонь, сделал перевязки и сопроводил в безопасное место. 3 июля был ранен, но остался в строю. Был представлен к награждению орденом Славы 2-й степени. Приказом от 31 июля 1944 года по войскам 21 армии Ленинградского фронта красноармеец, санитар-носильщик санитарной роты Титов Егор Карпович награждён орденом Славы 2-й степени.
Вскоре дивизию, в которой воевал Титов, перебросили на 2-й Белорусский фронт. В январе 1945 года в боях южнее города Дейч-Эйлау, при прорыве обороны противника в районе дер. Дзержаново Господский двор и дер. Швелице (Польша), санитарный инструктор Титов вынес с поля боя 23 тяжелораненых бойца и двух офицеров с их личным оружием. Будучи контуженным, не ушёл с поля боя, а продолжал оказывать помощь раненым.
Указом Президиума Верховного Совета СССР от 24 марта 1945 года «за образцовое выполнение боевых заданий Командования на фронте борьбы с немецкими захватчиками и проявленные при этом доблесть и мужество» красноармеец Титов Егор Карпович награждён орденом Славы 1-й степени и стал полным кавалером ордена Славы.
Заслуженную награду воин получить не успел. 28 марта 1945 года на подступах к Гданьску, спасая жизнь тяжелораненого товарища, рядовой Титов погиб. Похоронен со всеми воинскими почестями на кладбище города Ора в Польше.

## Память
Именем Егора Карповича Титова названа одна из улиц в городе Устюжна Вологодской области.